# Gerard Scholten (burgemeester)
Gerard Marie Scholten (Borne, 23 december 1933 – Schijndel, 24 april 2020) was een Nederlands politicus van de KVP en later het CDA.

## Loopbaan
Hij kwam in 1958 in de gemeenteraad van Borne en werd toen meteen KVP-fractievoorzitter. Vanaf 1962 was hij daar wethouder met in zijn portefeuille onder andere Openbare Werken. In november 1966 werd Scholten benoemd tot burgemeester van Heusden en werd daarmee de jongste burgemeester van Nederland. In Heusden was hij een pleitbezorger en aanjager van de restauratie van de vesting Heusden. Hij ontving voor de restauratie de Europese onderscheiding Europa-Nostra. In 1976 volgde zijn benoeming tot burgemeester van Schijndel. Hier kreeg hij in 1985 te maken met het faillissement  en de sluiting van de kousenfabriek Jansen de Wit, waar veel inwoners van Schijndel werkten. Midden 1998 kwam na ruim 31 jaar een einde aan zijn burgemeesterscarrière.
Gerard Scholten overleed in 2020 op 86-jarige leeftijd.